# James Townsend Oswald
James Townsend Oswald (né le 23 février 1748 à Kirkcaldy et mort le 3 janvier 1814) était un homme politique écossais, élu au Parlement de Grande-Bretagne entre 1768 et 1779.
En 1768, James Townsend Oswald succéda à son père comme Membre du Parlement pour les burghs de Burntisland, Dysart, Kinghorn et Kirkcaldy (Fife). Il perdit son siège lorsqu'en 1772 un de ses adversaires en paya plus cher l'achat (le siège était contrôlé par les familles Saint-Clair et Oswald). Il retrouva un siège pour Fife en 1776. Il en démissionna en 1779 pour devenir Auditor of the Exchequer pour l'Écosse auprès du Lord Trésorier.
Sa fille Elizabeth épousa en 1810 Lord Elgin.